# Madagascar (videogioco)
Madagascar è un videogioco pubblicato nel 2005 basato sul film omonimo.

## Trama
Alex il leone, Marty la zebra, Melman la giraffa, e Gloria l'ippopotamo sono 4 animali che vivono felici nello zoo del Central Park di New York; Alex è contento di stare allo zoo per i continui privilegi (la gente che lo ammira e le bistecche), Marty, invece, stufo della solita routine quotidiana, vuole tornare nella natura. Una notte Marty riesce a fuggire dallo zoo grazie all'aiuto degli altri animali e dopo che Alex, Melman e Gloria vengono a sapere della sua fuga fuggono anche loro dai loro recinti e vanno nella "Grande Mela" a cercare l'amico ma quando trovano Marty arrivano dei poliziotti e li fanno addormentare con dei narcotici.
Il giorno seguente i quattro animali si trovano dentro a delle casse su una nave diretta in Kenya, mentre a loro insaputa quattro pinguini: Skipper, Rico, Soldato e Kowaschi escono dalla loro rispettiva cassa per raggiungere il ponte di comando. Una volta arrivati i pinguini dirottano la nave verso l'Antartide, le casse di Alex, Marty, Melman e Gloria cadono dalla nave e si disperdono in mare aperto. Alex giunge su un'isola misteriosa credendo che sia lo zoo di San Diego ma non vede Marty, Melman e Gloria quindi si esplora la giungla in cerca di aiuto e alla fine li ritrova, fu allora che i quattro amici si dirigono verso un Baobab dove ballano dei lemuri tra loro ci sono anche re Julian il suo assistente Maurice e Mortino.
Ma quando fanno amicizia con le creature mai viste prima ecco apparire i fossa, felini carnivori che si cibano dei lemuri, allora gli animali si dividono ancora una volta per portare in salvo i lemuri dagli animali. Una volta riusciti, Alex, Marty, Melman e Gloria partecipano ad un banchetto preparato dai lemuri in loro onore; ma Alex non mangia niente e così Melman e Gloria devono trovare un modo per trovare un albero di bistecche per Alex ma non esistono, poi Melman viene avvertito da Maurice, uno dei Lemuri, che ci sono dei vermi che devastano i loro alberi; fu Melman a risolvere la situazione con l'aiuto di Mortino.
Melman, Gloria e Mortino giungono da Alex che sembra cambiato e che lui veda i suoi amici come delle bistecche; Mortino e Melman riescono a superarlo e fu in quel momento che arriva Maurice a dire a loro che Alex ha capito la sua natura predatrice e che per procurarsi cibo doveva mangiare gli altri animali anche i suoi amici più cari che impauriti dalla ferocia del leone fuggono via. Marty, Melman e Gloria giungono alla spiaggia dove devono riparare il segnalatore di soccorso di Alex che era bruciato per motivi sconosciuti; finito il lavoro gli animali aspettano che arrivi la nave a salvarli ma Marty non può partire senza Alex così la Zebra decide di andare nella folta giungla a prendere l'amico leone con l'aiuto di Mortino e alla fine per arrivare a salvare Alex, Marty deve buttarsi in un mulinello.
Intanto Alex dopo essersi diretto nella valle di fossa, riflette su quel che ha fatto a Marty; poi deve affrontare i fossa e il loro capo ed Alex ne esce vincitore. Fu in quel momento che Marty giunge in soccorso dell'amico e Alex è felice di vederlo, e dopo essersi ritrovati i due amici tornano alla spiaggia per salutare gli amici lemuri, la nave che li aveva trasportati è tornata ma pilotata dai pinguini che poi resteranno in Madagascar perché l'Antartide è fredda e piena di ghiaccio.

## Livelli
- Re di New York: il primo livello del gioco è preceduto dalla scena iniziale del film ma non compare il titolo, non si sentono i pinguini cantare (hanno il becco chiuso) e Marty urlare e non compaiono i nomi degli attori interpreti. Il livello vero e proprio comincia con un pupazzo a forma di Alex che, tenuto da un bambino, spaventa Marty. È impersonato da tutti e quattro i personaggi del gioco, compresi i pinguini; Marty è annoiato e va dai suoi amici Alex, Melman e Gloria a tirarsi su il morale ma senza riuscirci.

- La fuga di Marty: il secondo livello è impersonato solo da Marty e deve cercare di fuggire dallo zoo con l'aiuto di Skipper, uno dei pinguini, e degli altri animali dello zoo.

- Inseguimento a New York: il terzo livello è impersonato da Alex, Melman e Gloria, essi devono attraversare New York per trovare Marty.

- Ammutinamento: il quarto livello è impersonato solo dai pinguini (dato che Alex Marty Melman e Gloria sono rinchiusi nelle casse), devono attraversare la nave per cercare il timone per poi dirottare la nave in Antartide.

- Giungla misteriosa: il quinto livello è impersonato solo da Alex che una volta naufragato sull'isola deve cercare i suoi amici attraversando la giungla e chiedendo aiuto agli altri animali del luogo a lui sconosciuto.

- Salva i lemuri: il sesto livello è impersonato da Marty e da Alex che devono portare i lemuri dispersi al sicuro nel loro albero.

- Banchetto selvaggio: il settimo livello è impersonato da tutti e quattro i protagonisti, il loro obbiettivo è quello di procurare del cibo per il banchetto dei lemuri.

- La natura chiama: l'ottavo livello è impersonato da Gloria e Melman; quest'ultimo deve salvare l'albero dei lemuri da un gruppo di vermi che lo stanno mangiando. Ma le sorprese non sono ancora finite; Melman dovrà evitare (assieme a Mortino) l'amico Alex il quale, risentendo della mancanza delle bistecche, tenta di mangiare i suoi stessi amici fino a scoprire la sua vera natura di Leone.

- Ritorno in spiaggia: il nono livello è impersonato da Melman, Marty e Gloria; i tre amici devono trovare i pezzi per ricostruire il segnalatore di soccorso di Alex, andato a fuoco per cause sconosciute.

- Marty al salvataggio: il decimo livello è impersonato solo da Marty, egli deve attraversare la fitta giungla per cercare (con l'aiuto di Mortino) Alex.

- Battaglia finale: l'ultimo livello del gioco è impersonato solo da Alex che deve affrontare i fossa e il loro capo.

## Abilità
Alex
- Ruggito: Alex può ruggire spaventando i nemici;
- Doppio salto: (ottenuto in Re di New York) consente ad Alex di saltare più in alto;[1]
- Super ruggito: quando Alex mangia una pianta del super ruggito ruggisce più forte ma solo per un breve periodo di tempo;
- Lancio: Alex può lanciare dei manghi per colpire i nemici;
- Artigli: (ottenuti in Battaglia finale) Alex può usare gli artigli per difendersi.[1]

Marty
- Calcio: (ottenuto in Re di New York) Marty può usare i calci per aprire nuovi passaggi e colpire i nemici;[1]
- Movimento furtivo: (ottenuto in La fuga di Marty) Marty è in grado di abbassarsi e strisciare;[1]
- Scivolata: (ottenuta in Salva i Lemuri) mentre Marty corre può scivolare;[1]
- Salto lungo: (ottenuto in Banchetto selvaggio) consente a Marty di saltare molto lungo.[1]

Melman
- Spazzata: Melman può girare a terra usando le zampe per liberarsi dai nemici;
- Elicottero: (ottenuto in Inseguimento a New York) quando Melman salta può planare usando le proprie zampe come se fossero l'elica di un elicottero;[1]
- Lancio: consente a Melman di usare i Durian per colpire i nemici;
- Colpo di testa: (ottenuto in Banchetto selvaggio) consente a Melman di usare la testa per colpire i nemici.[1]

Gloria
- Carica: mentre Gloria corre può mangiare dei peperoncini speziati per aumentare la sua corsa e superare gli ostacoli;
- Schiacciata di chiappe: (ottenuta in Inseguimento a New York) consente a Gloria di usare le chiappe per liberarsi dai nemici;[1]
- Rotolata: Gloria può rotolare per scacciare i nemici;
- Colpo d'anca: (ottenuto in Banchetto selvaggio) consente a Gloria di colpire i nemici con l'anca.[1]

## Nemici
- Piccioni
- Operai
- Poliziotti
- Marinai
- Tucani
- Tartarughe
- Ragni giganti
- Fossa
- Coccodrilli

## Boss
- Cacciatore (ne La fuga di Marty e Ammutinamento)
- Capo dei fossa (in Battaglia finale)

## Multigiocatore
Dallo Zoovenir Shop è possibile acquistare fino a 3 minigiochi (Tiki Minigolf, Lemur Rave e Shuffleboard) al costo di 35 monete ciascuno.

## Doppiaggio
| Personaggio | Doppiatore originale | Doppiatore italiano |
| ----------- | -------------------- | ------------------- |
| Alex        | Wally Wingert        | Alberto Olivero     |
| Marty       | Phil LaMarr          | Luca Sandri         |
| Melman      | Stephen Stanton      | Claudio Moneta      |
| Gloria      | Bettina Bush         | Donatella Fanfani   |
| Skipper     | Tom McGrath          | Marco Balbi         |
| Kowalski    | Chris Miller         | Claudio Moneta      |
| Re Julien   | Keith Ferguson       | Luca Bottale        |
| Maurice     | John Cothran Jr.     | Gianni Gaude        |
| Mortino     | Dee Bradley Baker    | Luca Sandri         |